# Gregariella coarctata
Gregariella coarctata är en musselart som först beskrevs av Carpenter 1857.  Gregariella coarctata ingår i släktet Gregariella och familjen blåmusslor. Inga underarter finns listade i Catalogue of Life.